# Pseudoterpna pallida
Pseudoterpna pallida är en fjärilsart som beskrevs av Rocci. Pseudoterpna pallida ingår i släktet Pseudoterpna och familjen mätare. Inga underarter finns listade.